# Bank Rolny
Bank Rolny – polski bank państwowy utworzony w 1950 jako następca Państwowego Banku Rolnego, którego likwidacją zajmował się od 1948 roku.

## Opis
Zadaniem Banku Rolnego było wspieranie kredytem państwowej gospodarki rolnej i przebudowy struktury społeczno-gospodarczej wsi. Działalność banku obejmowała m.in. kredytowanie państwowych gospodarstw rolnych i leśnych oraz przedsiębiorstw nasienniczych, państwowych ośrodków maszynowych (POM) i innych podległych Ministerstwu Rolnictwa przedsiębiorstw i jednostek budżetowych Ministerstwa Rolnictwa oraz Ministerstwa Leśnictwa i Przemysłu Drzewnego, kredytowanie spółdzielni produkcyjnych, spółdzielczych ośrodków rolnych, spółdzielni usługowo-wytwórczych, kółek rolniczych, międzykółkowych baz maszynowych, spółek wodnych i innych zrzeszeń rolniczych, a także kredytowanie indywidualnych gospodarstw chłopskich. Bank działał do 1975 r., do połączenia z Centralnym Związkiem Spółdzielni Oszczędnościowo-Pożyczkowych i utworzenia Banku Gospodarki Żywnościowej (BGŻ).